# Psilopsiagon
A Psilopsiagon a madarak osztályának papagájalakúak (Psittaciformes) rendjébe a papagájfélék (Psittacidae) családjába és az araformák (Arinae) alcsaládjába tartozó nem.
Alcsaládi besorolása vitatott, egyes szervezetek még a jákópapagáj-formák (Psittacinae) alcsaládjába sorolják a nemet.

## Rendszerezésük
A nemet Robert Ridgway amerikai ornitológus írta le 1912-ben, az alábbi fajok tartoznak ide:
- Citrompapagáj (Psilopsiagon aurifrons)
- Aymara-papagáj (Psilopsiagon aymara)

## Előfordulásuk
Dél-Amerika területén honosak. Természetes élőhelyeik a szubtrópusi vagy trópusi magaslati cserjések. Magassági vonulók.

## Megjelenése
Átlagos testhosszuk 19-20 centiméter körüli.